# Minmi paravertebra
Minmi paravertebra es la única especie conocida del género extinto Minmi (de Minmi, un acantilado en Australia) de dinosaurio tireóforo anquilosauriano, que vivió a mediados del período Cretácico, hace aproximadamente 119 y 113 millones de años, en el Aptiense, en lo que hoy es Australia. Un análisis cladístico llevado a cabo por Thompson et al., 2011 sugiere que Minmi es el anquilosáurido más basal conocido.
Aunque ha sido conocido por tener el más corto nombre de un género de dinosaurio, el título ahora recae en Yi, un terópodo escansoriopterígido de China que fue nombrado en 2015.

## Descripción
Minmi era un pequeño anquilosaurio herbívoro cuadrúpedo y acorazado. En 2010, Gregory S. Paul estimó su longitud en tres metros, y con un peso de trescientos kilogramos. Los especímenes referidos a Minmi sp. son generalmente algo más pequeños, de alrededor de 2.5 metros de largo.
Minmi tenía largas extremidades para ser un anquilosaurio, que quizás eran usadas para buscar rápidamente un escondite bajo los arbustos cuando era amenazado por los grandes depredadores los cuales serían capaces hacer girar al animal para exponer su vientre vulnerable.
A diferencia de otros anquilosaurios, Minmi tenía placas óseas orientadas horizontalmente que corrían a lo largo de los lados de sus vértebras, a lo que se refiere el epíteto específico paravertebra. Molnar en 1980 concluyó que estas placas eran tendones osificados, pero negó que fueran homólogos de los tendones osificados vistos en otros ornitisquios y afirmó que se parecían a los tendones patológicos (aponeurosis) de los cocodrilos modernos. Victoria Megan Arbour en 2014 juzgó que esto era improbable y solo pudo hallar una única autapomorfia en el holotipo: la alta extensión vertical de la osificación del tendón del musculus articulospinalis en su extremo frontal exterior, recogiéndose alrededor del proceso lateral de la veétebra. En 2015, Arbour y Philip Currie concluyeron que incluso este rasgo no era único, lo cual podría significar que el holotipo no tiene rasgos diagnósticos y que por lo tanto Minmi podría ser un nomen dubium (nombre dudoso). Sin embargo, la descripción de 2015 de Kunbarrasaurus anunció que se habían descubierto nuevos rasgos distintivos de Minmi y que este debería de seguir siendo considerado como un taxón válido.

## Descubrimiento e investigación

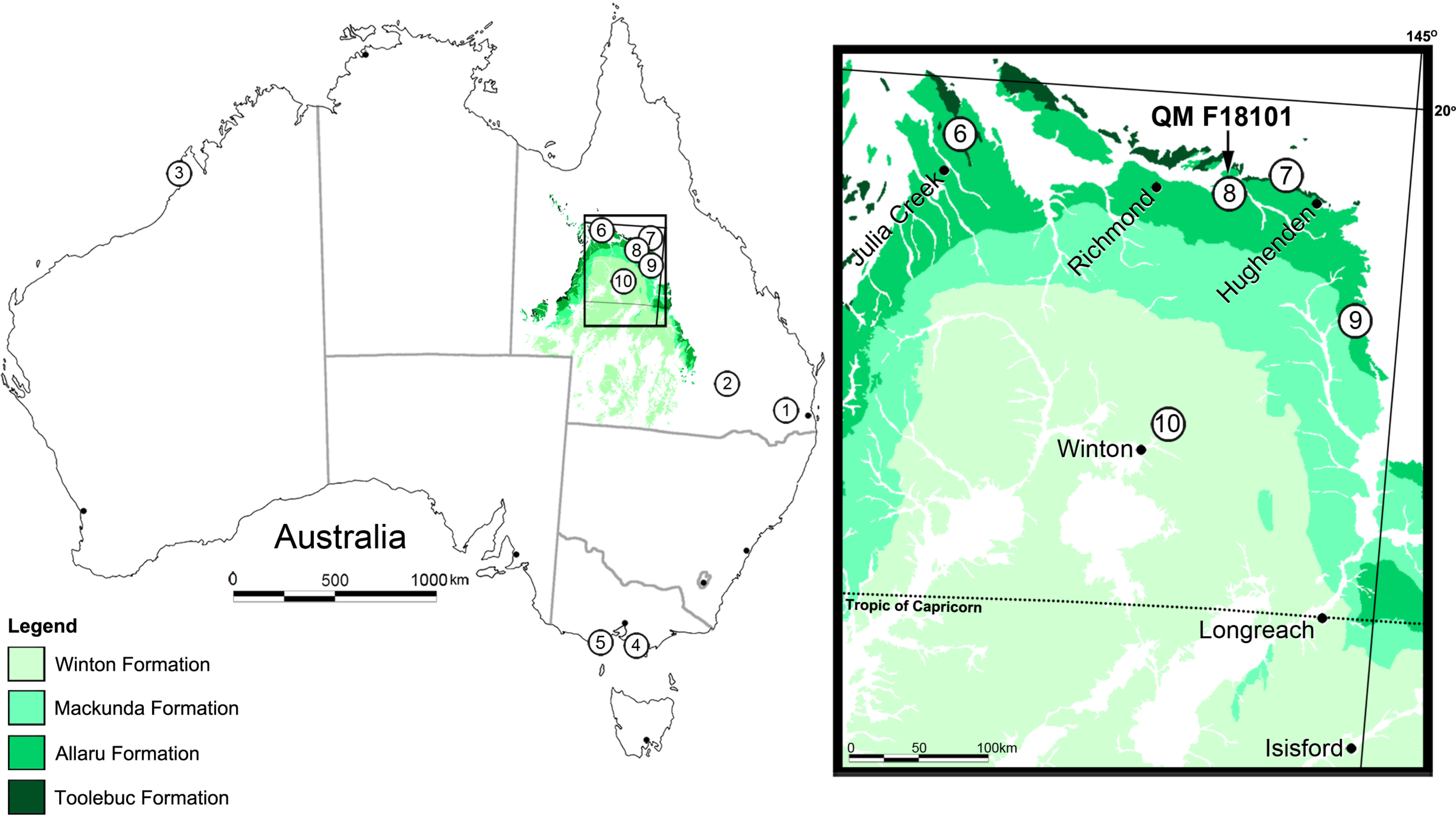
Localidades australianas con tireóforos: la n.º 2 señala en donde se halló el holotipo de Minmi.

En 1964, el dr. Alan Bartholomai, un colaborador del Museo de Queensland, descubrió un nódulo de caliza que contenía un esqueleto de anquilosaurio en Queensland cerca del Paso de Minmi, junto a la carretera Injun, a un kilómetro de Mack Gulley, al norte de Roma.
En 1980, Ralph E. Molnar nombró y describió a la especie tipo y única conocida para el género, Minmi paravertebra. El nombre del género, que en su momento era el más corto para un dinosaurio del Mesozoico, se refiere al Paso de Minmi. El propio significado de "minmi" es incierto; se refiere a una lila grande en la lengua aborigen local pero también podría derivarse de min min, un tipo de fuego fatuo. El nombre de la especie, paravertebrata, se refiere a los extraños elementos óseos encontrados a lo largo de las vértebras, para los cuales Molnar acuñó el término paravértebras.
El holotipo, QM F10329, fue descubierto en una capa de la Formación Bungil, conocida como el Miembro Minmi, un depósito de laguna la cual fue datada inicialmente entre el Barremiense al Valanginiense, pero más tarde fue recalibrada al Aptiense. Consiste de un esqueleto parcial, que carece de cráneo. Preserva una serie de once vértebras dorsales, costillas, una extremidad posterior derecha, y placas de la armadura del vientre. Este constituye el primer espécimen de un miembro de los Thyreophora descubierto en el hemisferio sur.
En 1989, se descubrió un esqueleto mucho más completo, el espécimen QM F1801 que incluye un cráneo y muestra una armadura corporal articulada. Este fue designado como Minmi sp. Desde ese año, la mayor parte de la información divulgada acerca de Minmi en libros e ilustraciones se basa en este segundo ejemplar, pero en 2015 a este se le dio un género separado, Kunbarrasaurus.
Entre 1989 y 1996 se descubrieron varios otros especímenes y se refirieron a Minmi sp. Estos incluyen a QM F33286, una grupa con la pelvis y osteodermos, AM F35259, costillas con osteodermos, QM F33565, un fémur parcial y QM F33566, una tibia parcial, quizás del mismo individuo que QM F33565. AM F35259 es parte de la colección del Museo Australiano. Posteriormente se reportó otro espécimen, QM F119849 el cual consiste de costillas y osteodermos.

## Clasificación
En 1980, Molnar situó a Minmi en el grupo Ankylosauria. En 1987, él consideró que era un miembro de la familia Nodosauridae. En 2011, un nuevo análisis cladístico llevado a cabo por Thompson et al. encontró que Minmi era el anquilosáurido más basal conocido. Arbour y Currie ingresaron a Minmi y a Minmi sp. como unidades taxonómicas operacionales separadas en su análisis y conformaron que Minmi era un anquilosáurido basal pero Minmi sp. (= Kunbarrasaurus) es el anquilosaurio más basal, es decir que es demasiado "primitivo" para ser incluido en las familias Ankylosauridae o Nodosauridae. En 2010 Paul sugirió que ambos taxones eran parte de Minmidae, un linaje muy antiguo y basal de anquilosaurios, que también incluiría a Antarctopelta, y se había quedado aislado en Gondwana. Sin embargo, una relación cercana entre Minmi y Antarctopelta fue considerada improbable por Arbour.